# The Weather Girls
The Weather Girls, también conocido con el nombre Two Tons o' Fun (en particular durante la etapa inicial de su carrera), es un dúo musical femenino de los Estados Unidos formado en 1977 (la época de la música disco), célebre sobre todo por su sencillo "It's Raining Men".

## Carrera
Las integrantes originales de The Weather Girls fueron Martha Wash e Izora Armstead. Ellas fueron más conocidas por su sencillo "It's Raining Men" (1982), grabación supervisada por el productor musical Paul Jabara.[cita requerida]

## Discografía

### Álbumes de estudio
| Año  | Álbum                                                         |
| ---- | ------------------------------------------------------------- |
| 1980 | Two Tons of Fun                                               |
| 1980 | Backatcha (como The Two Tons)                                 |
| 1983 | Success                                                       |
| 1985 | Big Girls Don't Cry                                           |
| 1985 | Megatonnage, The best of The Two Tons (Aka The Weather Girls) |
| 1988 | Weather Girls                                                 |
| 1993 | Double Tons Of Fun                                            |
| 1995 | Think Big                                                     |
| 1999 | Puttin' On The Hits                                           |
| 2005 | Totally Wild                                                  |

### Sencillos parciales en las listas
| Año  | Sencillo                           | US Dance | US Pop | US R&B       |
| ---- | ---------------------------------- | -------- | ------ | ------------ |
| 1980 | "Earth Can Be Just Like Heaven"    | 2        | -      | -            |
| 1980 | "I Got the Feeling"                | 2        | -      | -            |
| 1980 | "Just Us"                          | 2        | -      | 29           |
| 1982 | "It's Raining Men"                 | 1        | 46     | 34           |
| 1985 | "No One Can Love You More Than Me" | 26       | -      | -            |
| 1985 | "Well-A-Wiggy"                     | -        | -      | 76 (airplay) |
| 1993 | "Can You Feel It"                  | 2        | -      | -            |

### Otros sencillos de The Weather Girls
- "I'm Gonna Wash That Man Right Outta My Hair"
- "Success"
- "Dear Santa (Bring Me a Man This Christmas)"
- "Big Girls Don't Cry"
- "Love You Like a Train"
- "Land of the Believer"
- "Laughter in the Rain"
- "Sounds of Sex"
- "Wild Thang"
- "Girl You And Me"
- "We Shall All Be Free"
- "Party"
- "Star (feat. Jimmy Somerville)"

## En el cine
El sencillo "It's Raining Men" fue el tema central de la película francesa del 2012 Bowling, dirigida Marie-Castille Mention-Schaar.
- Datos: Q707161
- Multimedia: The Weather Girls / Q707161